# Ernst Schultze (Mediziner)
Karl Ernst Gustav Adolf Schultze (* 22. März 1865 in Moers; † 3. September 1938 in Göttingen) war ein deutscher Psychiater. Er wurde postum erneut bekannt, als die von ihm durchgeführte Vernehmung des Serienmörders Fritz Haarmann in dem dokumentarischen Spielfilm Der Totmacher (1995) dargestellt wurde.

## Leben und Wirken
Ernst Schultze studierte an den Universitäten Berlin und Bonn Medizin. Er wurde mit einer Untersuchung zur Ernährungsphysiologie promoviert. Anschließend spezialisierte er sich auf dem Gebiet der Psychiatrie, indem er an den Heil- und Pflegeanstalten in Düsseldorf, Andernach und Bonn zunächst als Assistent und bald darauf als Oberarzt tätig war.
Schultze habilitierte sich 1895 an der Bonner Universität für Psychiatrie und erhielt 1904 einen Ruf an die Universität Greifswald. Dort bewies er auch seine organisatorischen Fähigkeiten, indem unter seiner Leitung eine neue Klinik gebaut und eingerichtet wurde. Seine praktischen Erfahrungen in der Anstaltsarbeit und im organisatorischen Bereich konnte er einbringen, nachdem er 1912 nach Göttingen ging und dort eine Doppelstellung einnahm: als Ordinarius für Psychiatrie und Neurologie sowie als Direktor der Heil- und Pflegeanstalt. Ein weiterer Schwerpunkt seiner Arbeiten war, wie seine Publikationen zeigen, die Rechtsmedizin. Nach seiner Emeritierung im Jahre 1933 wurde eine Straße in der Nähe seiner Wirkungsstätte nach ihm benannt.
Schultze wurde 1924 zum psychiatrischen Gutachter im Fall des Serienmörders Fritz Haarmann bestellt. Seine sechswöchigen Gespräche mit dem Täter wurden protokolliert und dienten 1995 als Grundlage für den Film Der Totmacher.
Schultzes Begutachtung Haarmanns wurde im Rückblick dahingehend kritisiert, dass Schultze auch nach dem damaligen Stand der Wissenschaft nicht alle zur Verfügung stehenden Mittel ausgeschöpft habe und nicht vorurteilsfrei gegenüber Haarmann gewesen sei. Inwieweit das Ergebnis, Haarmann sei schuldfähig, auch hiervon beeinflusst wurde und dieser vielleicht auch nach damaligen Maßstäben nicht schuldfähig gewesen wäre, sei laut Pozsár aufgrund der erhaltenen Unterlagen nicht eindeutig festzustellen.

## Schriften (Auswahl)
- Die für die gerichtliche Psychiatrie wichtigsten Bestimmungen des BGB und der Novelle zur Civilprocessordnung. Marhold, Halle (Saale) 1899.
- Stirner’sche Ideen in einem paranoischen Wahnsystem. In: Archiv für Psychiatrie und Nervenkrankheiten. Band 36, Heft 3, 1903, S. 793–818.
- Die jugendlichen Verbrecher im gegenwärtigen und zukünftigen Strafrecht. Bermann, Wiesbaden 1910
- Das Irrenrecht. In: G. Aschaffenburg (Hrsg.): Handbuch der Psychiatrie. Allgemeiner Teil, 5. Abteilung. Franz Deuticke, Leipzig/Wien 1912, S. 191–304.
- Psychiatrie und Strafrechtsreform. Julius Springer, Berlin 1922.
- Die Haarmann-Protokolle. Postum hrsg. von Christine Pozsár und Michael Farin. Rowohlt, Reinbek 1995.